# Masparraute
Masparraute é uma comuna francesa na região administrativa da Nova Aquitânia, no departamento dos Pirenéus Atlânticos. Estende-se por uma área de 8,21 km². Em 2010 a comuna tinha 249 habitantes (densidade: 30,3 hab./km²).